# Lijst van spelers van Arka Gdynia
Deze lijst bevat voetballers die bij de Poolse voetbalclub Arka Gdynia spelen of gespeeld hebben. De namen zijn alfabetisch gerangschikt.

## A
- Krzysztof Adamczyk
- Arkadiusz Aleksander
- Anderson

## B
- Andrzej Baczynski
- Wojciech Barnik
- Radosław Bartoszewicz
- Tomislav Bašić
- Marek Baster
- Piotr Bazler
- Robert Bednarek
- Andrzej Bednarz
- Kamil Biecke
- Andrzej Bledzewski
- Czeslaw Boguszewicz
- Miroslav Božok
- Marciano Bruma
- Michal Buchalik
- Marcin Budziński
- Krzysztof Bułka
- Filip Burkhardt
- Stanislaw Burzynski

## C
- Michal Chamera
- Marcin Chmiest
- Jan Cios
- Pawel Czoska
- Paweł Czoska

## D
- Emil Drozdowicz
- Janusz Dziedzic

## E
- Jan Erlich

## F
- Dariusz Fornalak

## G
- Zygmunt Gadecki
- Denis Glavina
- Lukasz Godlewski
- Sebastian Gorzad
- Andrei Grishchenko

## H
- Frederik Helstrup

## I
- Benjamin Imeh
- Mirko Ivanovski

## J
- Grzegorz Jakosz
- Piotr Jawny

## K
- Maciej Kalkowski
- Marcin Kalkowski
- David Kalousek
- Bartosz Karwan
- Marcin Kiczynski
- Michal Kojder
- Mateusz Kolodziejski
- Tomasz Korynt
- Ireneusz Koscielniak
- Łukasz Kowalski
- Jaroslaw Krupski
- Marek Kubisz
- Krzysztof Kukulski
- Janusz Kupcewicz

## L
- Tadas Labukas
- Aaran Lines
- Lyubomir Lyubenov
- Michał Łabędzki
- Bartosz Ława

## M
- Piotr Madejski
- Krzysztof Majda
- Gonzalo Malán
- Joseph Mawaye
- Tomasz Mazurkiewicz
- Moretto
- Olgierd Moskalewicz
- Adrian Mrowiec
- Rafał Murawski
- Adam Musial

## N
- Lukasz Nawotczyński
- Damian Nawrocik
- Grzegorz Niciński
- Emil Noll
- Marian Nowacki

## P
- Maciej Palczewski
- Tomasz Parzy
- Dariusz Patalan
- Karol Piatek
- Marcin Pietroń
- Grzegorz Pilch
- Krzysztof Piskula
- Michał Płotka
- Krzysztof Przytula
- Marcin Pudysiak

## R
- Piotr Robakowski
- Junior Ross
- Ante Rožić
- Piotr Rzepka

## S
- Stoiko Sakaliev
- Maciej Scherfchen
- Fabian Serrarens
- Miroslaw Siara
- Mateusz Siebert
- Rafał Siemaszko
- Ervin Skela
- Krzysztof Sobieraj
- Tomasz Sokołowski
- Adrian Stepien
- Adrian Sulima
- Andrzej Szarmach
- Maciej Szmatiuk
- Marek Szyndrowski

## T
- Błażej Telichowski
- Miroslaw Tlokinski
- Przemysław Trytko
- Joël Tshibamba

## U
- Dariusz Ulanowski

## V
- Giovanni Vamba Duarte
- Marko Vejinović

## W
- Marcin Wachowicz
- Paweł Weinar
- Wojciech Wilczyński
- Norbert Witkowski
- Grzegorz Wódkiewicz
- Radoslaw Wroblewski

## Z
- Zbigniew Zakrzewski
- Dariusz Zawadzki
- Paweł Zawistowski
- Hieronim Zoch
- Krystian Żołnierewicz
- Dariusz Zuraw